# BAFTA alla migliore sceneggiatura originale
Il BAFTA alla migliore sceneggiatura originale è un premio annuale, promosso dal BAFTA a partire dal 1984, sezione del precedente BAFTA alla migliore sceneggiatura, nato nel 1969, che venne suddiviso a partire da quell'anno in:
- Sceneggiatura originale
- Sceneggiatura non originale

## Albo d'oro

### Anni 1980
- 1984
  - Paul D. Zimmerman – Re per una notte (The King of Comedy)
  - Woody Allen – Zelig
  - Bill Forsyth – Local Hero
  - Timothy Harris, Herschel Weingrod – Una poltrona per due (Trading Places)
- 1985
  - Woody Allen, Broadway Danny Rose
  - Alan Bennett – Pranzo reale (A Private Function)
  - Bill Forsyth – Comfort and Joy
  - Lawrence Kasdan e Barbara Benedek – Il grande freddo (The Big Chill)
- 1986
  - Woody Allen, La rosa purpurea del Cairo (The Purple Rose of Cairo)
  - Robert Zemeckies e Bob Gale – Ritorno al futuro (Back to the Future)
  - Hanif Kureishi – My Beautiful Laundrette
  - William Kelley e Earl W. Wallace – Witness - Il testimone (Witness)
- 1987
  - Woody Allen, Hannah e le sue sorelle (Hannah and Her Sisters)
  - John Cornell, Paul Hogan e Ken Shadie – Mr. Crocodile Dundee (Crocodile Dundee)
  - Robert Bolt – Mission (The Mission)
  - Neil Jordan e David Leland – Mona Lisa
- 1988
  - David Leland, Vorrei che tu fossi qui! (Wish You Were Here)
  - John Boorman – Anni '40 (Hope and Glory)
  - David Leland – Personal Services
  - Woody Allen – Radio Days
- 1989
  - Shawn Slovo, Un mondo a parte (A World Apart)
  - Louis Malle – Arrivederci ragazzi (Au revoir les enfants)
  - John Cleese – Un pesce di nome Wanda (A Fish Called Wanda)
  - John Patrick Shanley – Stregata dalla luna (Moonstruck)

### Anni 1990
- 1990
  - Nora Ephron, Harry, ti presento Sally... (When Harry Met Sally...)
  - Tom Schulman – L'attimo fuggente (Dead Poets Society)
  - Ronald Bass e Barry Morrow – Rain Man - L'uomo della pioggia (Rain Man)
  - Steven Soderbergh – Sesso, bugie e videotape (Sex, Lies, and Videotape)
- 1991
  - Giuseppe Tornatore - Nuovo cinema Paradiso
  - Woody Allen – Crimini e misfatti (Crimes and Misdemeanors)
  - Bruce Joel Rubin – Ghost - Fantasma (Ghost)
  - J. F. Lawton – Pretty Woman
- 1992
  - Anthony Minghella, Il fantasma innamorato (Truly, Madly, Deeply)
  - Richard LaGravenese – La leggenda del re pescatore (The Fisher King)
  - Peter Weir – Green Card - Matrimonio di convenienza (Green Card)
  - Callie Khouri – Thelma & Louise
- 1993
  - Woody Allen, Mariti e mogli (Husbands and Wives)
  - Neil Jordan – La moglie del soldato (The Crying Game)
  - Peter Chelsom e Adrian Dunbar – Il mistero di Jo Locke, il sosia e miss Britannia '58 (Hear My Song)
  - David Webb Peoples – Gli spietati (Unforgiven)
- 1994
  - Danny Rubin e Harold Ramis, Ricomincio da capo (Groundhog Day)
  - Jeff Maguire – Nel centro del mirino (In the Line of Fire)
  - Jane Campion – Lezioni di piano (The Piano)
  - Jeff Arch, Nora Ephron e David S. Ward – Insonnia d'amore (Sleepless in Seattle)
- 1995
  - Quentin Tarantino e Roger Avary, Pulp Fiction
  - Stephan Elliott – Priscilla - La regina del deserto (The Adventures of Priscilla, Queen of the Desert)
  - Richard Curtis – Quattro matrimoni e un funerale (Four Weddings and a Funeral)
  - Ron Nyswaner – Philadelphia
- 1996
  - Christopher McQuarrie, I soliti sospetti (The Usual Suspects)
  - Woody Allen e Douglas McGrath – Pallottole su Broadway (Bullets over Broadway)
  - P. J. Hogan – Le nozze di Muriel (Muriel's Wedding)
  - Andrew Kevin Walker – Seven
- 1997
  - Mike Leigh, Segreti e bugie (Secrets & Lies)
  - Mark Herman – Grazie, signora Thatcher (Brassed Off)
  - Joel ed Ethan Coen – Fargo
  - John Sayles – Stella solitaria (Lone Star)
  - Jan Sardi – Shine
- 1998
  - Gary Oldman, Niente per bocca (Nil by Mouth)
  - Paul Thomas Anderson – Boogie Nights - L'altra Hollywood (Boogie Nights)
  - Simon Beaufoy – Full Monty - Squattrinati organizzati (The Full Monty)
  - Jeremy Brock – La mia regina (Mrs Brown)
- 1999
  - Andrew Niccol, The Truman Show
  - Michael Hirst – Elizabeth
  - Roberto Benigni e Vincenzo Cerami – La vita è bella
  - Marc Norman e Tom Stoppard – La mia regina (Mrs Brown)

### Anni 2000
- 2000
  - Charlie Kaufman, Essere John Malkovich (Being John Malkovich)
  - Pedro Almodóvar – Tutto su mia madre (Todo sobre mi madre)
  - Alan Ball – American Beauty
  - M. Night Shyamalan – The Sixth Sense - Il sesto senso (The Sixth Sense)
  - Mike Leigh – Topsy-Turvy - Sotto-sopra (Topsy-Turvy)
- 2001
  - Cameron Crowe, Quasi famosi (Almost Famous)
  - Lee Hall – Billy Elliot
  - Susannah Grant – Erin Brockovich - Forte come la verità (Erin Brockovich)
  - David Franzoni, John Logan e William Nicholson – Il gladiatore (Gladiator)
  - Joel ed Ethan Coen – Fratello, dove sei? (O Brother, Where Art Thou?)
- 2002
  - Guillaume Laurant e Jean-Pierre Jeunet, Il favoloso mondo di Amélie (Le fabuleux destin d'Amélie Poulain)
  - Julian Fellowes – Gosford Park
  - Baz Luhrmann e Craig Pearce – Moulin Rouge!
  - Alejandro Amenábar – The Others
  - Wes Anderson e Owen Wilson – I Tenenbaum (The Royal Tenenbaums)
- 2003
  - Pedro Almodóvar, Parla con lei (Hable con ella)
  - Alfonso Cuarón e Carlos Cuarón – Y tu mamá también - Anche tua madre (Y tu mamá también)
  - Steven Knight – Piccoli affari sporchi (Dirty Pretty Things)
  - Jay Cocks, Steven Zaillian e Kenneth Lonergan – Gangs of New York
  - Peter Mullan – Magdalene (The Magdalene Sisters)
- 2004
  - Thomas McCarthy, Station Agent (The Station Agent)
  - Guillermo Arriaga – 21 grammi (21 Grams)
  - Denys Arcand – Le invasioni barbariche (Les invasions barbares)
  - Bob Peterson, David Reynolds e Andrew Stanton – Alla ricerca di Nemo (Finding Nemo)
  - Sofia Coppola – Lost in Translation - L'amore tradotto (Lost in Translation)
- 2005
  - Charlie Kaufman, Se mi lasci ti cancello (Eternal Sunshine of the Spotless Mind)
  - John Logan – The Aviator
  - Stuart Beattie – Collateral
  - James L. White – Ray
  - Mike Leigh – Il segreto di Vera Drake (Vera Drake)
- 2006
  - Paul Haggis e Robert Moresco, Crash - Contatto fisico (Crash)
  - Akiva Goldsman e Cliff Hollingsworth – Cinderella Man - Una ragione per lottare (Cinderella Man)
  - George Clooney e Grant Heslov – Good Night, and Good Luck
  - Terry George e Keir Pearson – Hotel Rwanda
  - Martin Sherman – Lady Henderson presenta (Mrs Henderson Presents)
- 2007
  - Michael Arndt, Little Miss Sunshine
  - Guillermo Arriaga – Babel
  - Guillermo del Toro – Il labirinto del fauno (El laberinto del fauno)
  - Peter Morgan – The Queen - La regina (The Queen)
  - Paul Greengrass – United 93
- 2008
  - Diablo Cody, Juno
  - Steven Zaillian – American Gangster
  - Florian Henckel von Donnersmarck – Le vite degli altri (Das Leben der Anderen)
  - Tony Gilroy – Michael Clayton
  - Shane Meadows – This Is England
- 2009
  - Martin McDonagh, In Bruges - La coscienza dell'assassino (In Bruges)
  - Joel ed Ethan Coen – Burn After Reading - A prova di spia (Burn After Reading)
  - J. Michael Straczynski – Changeling
  - Philippe Claudel – Ti amerò sempre (Il y a longtemps que je t'aime)
  - Dustin Lance Black – Milk

### Anni 2010
- 2010
  - Mark Boal, The Hurt Locker
  - Jon Lucas e Scott Moore – Una notte da leoni (The Hangover)
  - Quentin Tarantino – Bastardi senza gloria (Inglourious Basterds)
  - Joel ed Ethan Coen – A Serious Man
  - Pete Docter e Bob Peterson – Up
- 2011
  - David Seidler, Il discorso del re (The King's Speech)
  - Mark Heyman, Andres Heinz e John McLaughlin – Il cigno nero (Black Swan)
  - Scott Silver, Paul Tamasy e Eric Johnson – The Fighter
  - Christopher Nolan – Inception
  - Lisa Cholodenko e Stuart Blumberg – I ragazzi stanno bene (The Kids Are All Right)
- 2012
  - Michel Hazanavicius, The artist
  - Kristen Wiig e Annie Mumolo – Le amiche della sposa (Bridesmaids)
  - John Michael McDonagh – Un poliziotto da happy hour (The Guard)
  - Woody Allen – Midnight in Paris
  - Abi Morgan – The Iron Lady
- 2013
  - Quentin Tarantino, Django Unchained
  - Michael Haneke – Amour
  - Paul Thomas Anderson – The Master
  - Wes Anderson e Roman Coppola – Moonrise Kingdom - Una fuga d'amore (Moonrise Kingdom)
  - Mark Boal – Zero Dark Thirty
- 2014
  - Eric Warren Singer e David O. Russell, American Hustle - L'apparenza inganna (American Hustle)
  - Woody Allen – Blue Jasmine
  - Alfonso Cuarón e Jonás Cuarón – Gravity
  - Joel ed Ethan Coen – A proposito di Davis (Inside Llewyn Davis)
  - Bob Nelson – Nebraska
- 2015
  - Wes Anderson e Hugo Guinness, Grand Budapest Hotel (The Grand Budapest Hotel)
  - Alejandro González Iñárritu, Nicolás Giacobone, Alexander Dinelaris Jr. e Armando Bo – Birdman (Birdman or (The Unexpected Virtue of Ignorance))
  - Richard Linklater – Boyhood
  - Dan Gilroy – Lo sciacallo - Nightcrawler (Nightcrawler)
  - Damien Chazelle – Whiplash
- 2016
  - Tom McCarthy e Josh Singer, Il caso Spotlight (Spotlight)
  - Matt Charman, Joel ed Ethan Coen – Il ponte delle spie (Bridge of Spies)
  - Alex Garland – Ex Machina
  - Quentin Tarantino – The Hateful Eight
  - Pete Docter, Josh Cooley e Meg LeFauve – Inside Out
- 2017
  - Kenneth Lonergan, Manchester by the Sea
  - Taylor Sheridan – Hell or High Water
  - Paul Laverty – Io, Daniel Blake (I, Daniel Blake)
  - Damien Chazelle – La La Land
  - Barry Jenkins – Moonlight
- 2018
  - Martin McDonagh – Tre manifesti a Ebbing, Missouri (Three Billboards Outside Ebbing, Missouri)
  - Jordan Peele – Scappa - Get Out (Get Out)
  - Steven Rogers – Tonya (I, Tonya)
  - Greta Gerwig – Lady Bird
  - Guillermo del Toro e Vanessa Taylor – La forma dell'acqua - The Shape of Water (The Shape of Water)
- 2019
  - Deborah Davis e Tony McNamara - La favorita (The Favourite)
  - Paweł Pawlikowski e Janus Glowacki - Cold War (Zimna wojna)
  - Brian Currie, Peter Farrelly e Nick Vallelonga - Green Book
  - Alfonso Cuarón - Roma
  - Adam McKay - Vice - L'uomo nell'ombra (Vice)

### Anni 2020
- 2020
  - Bong Joon-ho e Han Ji-won - Parasite
  - Noah Baumbach - Storia di un matrimonio (Marriage Story)
  - Susanna Fogel, Emily Halpern, Sarah Haskins e Katie Silberman - La rivincita delle sfigate (Booksmart)
  - Rian Johnson - Cena con delitto - Knives Out (Knives Out)
  - Quentin Tarantino - C'era una volta a... Hollywood (Once Upon a Time... in Hollywood)
- 2021
  - Emerald Fennell - Una donna promettente (Promising Young Woman)
  - Tobias Lindholm e Thomas Vinterberg – Un altro giro (Druk)
  - Jack Fincher – Mank
  - Theresa Ikoko e Claire Wilson – Rocks
  - Aaron Sorkin - Il processo ai Chicago 7 (The Trial of the Chicago 7)
- 2022[1]
  - Paul Thomas Anderson - Licorice Pizza
  - Aaron Sorkin - A proposito dei Ricardo (Being the Ricardos)
  - Kenneth Branagh – Belfast
  - Adam McKay – Don't Look Up
  - Zach Baylin – Una famiglia vincente - King Richard (King Richard)
- 2023[2]
  - Martin McDonagh - Gli spiriti dell'isola (The Banshees of Inisherin)
  - Daniel Kwan e Daniel Scheinert - Everything Everywhere All at Once
  - Tony Kushner e Steven Spielberg - The Fabelmans
  - Todd Field - Tár
  - Ruben Östlund - Triangle of Sadness
- 2024[3]
  - Justine Triet e Arthur Harari – Anatomia di una caduta (Anatomie d'une chute)
  - Greta Gerwig e Noah Baumbach – Barbie
  - David Hemingson - The Holdovers - Lezioni di vita (The Holdovers)
  - Bradley Cooper e Josh Singer - Maestro
  - Celine Song – Past Lives
- 2025[4]
  - Jesse Eisenberg - A Real Pain
  - Sean Baker - Anora
  - Brady Corbet e Mona Fastvold - The Brutalist
  - Coralie Fargeat - The Substance
  - Rich Peppiatt, Naoise Ó Cairealláin, Liam Óg Ó Hannaidh e JJ Ó Dochartaigh - Kneecap